# Цулая, Екатерина Викторовна
Екатерина Викторовна Цулая (1921 год — дата смерти неизвестна) — звеньевая колхоза имени Сталина Гагрского района Абхазской АССР, Грузинская ССР. Герой Социалистического Труда (1949).

## Биография
Родилась в 1921 году в крестьянской семье в одном из сельских населённых пунктов современного Гагрского района Абхазии.
Со второй половины 1940-х годов — рядовая колхозница, звеньевая табаководческого звена колхоза имени Сталина Гагрского района с центральной усадьбой в селе Гантиади (сегодня — Цандрыпш).
В 1948 году звено Екатерины Цулаи собрало в среднем с каждого гектара по 25,5 центнеров листьев табака сорта «Самсун № 27» на участке площадью 4,1 гектара. Указом Президиума Верховного Совета СССР от 3 мая 1949 года «за получение высоких урожаев кукурузы и табака в 1948 году» удостоена звания Героя Социалистического Труда с вручением ордена Ленина и золотой медали «Серп и Молот».
Этим же указом званием Героя Социалистического Труда были награждены агроном колхоза Михаил Дмитриевич Чичагуа и табаковод Ноемзар Сетраковна Симонян.
В октябре 1950 года была награждена вторым Орденом Ленина за выдающиеся трудовые достижения в 1949 году.
После выхода на пенсию в середине 1970-х годов проживала в одном из сельских населённых пунктов Гагрского района.
Дата смерти не установлена.
Награды
- Герой Социалистического Труда
- Орден Ленина — дважды (1949; 06.10.1950)